# Лог (Мокроног–Требелно)
Лог (словен. Log) — поселення в общині Мокроног-Требелно, регіон Південно-Східна Словенія, Словенія.